# Trine Skei Grande
Trine Skei Grande (ur. 2 października 1969 w Overhalli) – norweska polityk, parlamentarzystka, przewodnicząca liberalnej partii Venstre (2010–2020), minister kultury (2018–2020), minister edukacji (2020).

## Życiorys
Studiowała ekonomię na Uniwersytecie w Trondheim, następnie nauki polityczne i historię na Uniwersytecie w Oslo. Pracowała jako dziennikarka i nauczycielka, a także w różnych organizacjach młodzieżowych, kobiecych i rolniczych.
Zaangażowała się w działalność partii Venstre, w 2000 objęła stanowisko pierwszego zastępcy tego ugrupowania. Od 1997 do 2003 była radną w Oslo. W latach 2001–2005 pełniła funkcję zastępcy poselskiego. W wyborach w 2005 została wybrana na deputowaną do Stortingu. W 2009 ponownie weszła w skład norweskiego parlamentu, uzyskując jeden z dwóch mandatów, które zachowało jej ugrupowanie. W związku z wyborczą porażką partii do dymisji podał się Lars Sponheim, a w 2010 nowym liderem Venstre została Trine Skei Grande. W 2013 i 2017 wybierana do Stortingu na kolejne kadencje.
Po wyborach z 2017 wprowadziła Venstre do koalicji rządowej. W styczniu 2018 objęła stanowisko ministra kultury w gabinecie Erny Solberg (od stycznia 2019 jako minister kultury i równouprawnienia). W styczniu 2020, w trakcie rekonstrukcji gabinetu, przeszła na urząd ministra edukacji i integracji.
W marcu 2020 zadeklarowała odejście z funkcji partyjnych i rządowych, jak też nieubieganie się o reelekcję w wyborach w 2021. Jeszcze w tym samym miesiącu odeszła z rządu, zaś we wrześniu 2020 na czele partii zastąpiła ją Guri Melby.